# All Along
All Along (née le 17 avril 1979 ; morte le 23 février 2005) est un cheval de course de race pur-sang anglais. Entraînée en France, elle accomplit l'exploit unique de gagner le Prix de l'Arc de Triomphe et d'être élue la même année cheval de l'année aux États-Unis. Elle est membre des Hall of Fame des courses américaines et françaises.

## Carrière de courses
Élevée aux États-Unis, fille de Targowice et de Angujita par Vieux Manoir, All Along était la propriété de son éleveur, Daniel Wildenstein. Envoyée en France pour y être entraînée par Patrick-Louis Biancone, elle ne court qu'une fois à 2 ans sur le petit hippodrome d'Amiens, pour une victoire partagée (dead-heat à l'arrivée). L'année suivante, elle fait partie des meilleures pouliches de sa génération. Sa victoire dans le Prix Pénélope (dans lequel une certaine Akiyda termine quatrième) lui ouvre la porte des classiques, mais elle ne peut qu'y figurer, tant dans les Oaks de la championne Time Charter que dans le Prix de Diane de Harbour. Mais à l'automne elle trouve une première consécration en remportant le Prix Vermeille. Inexistante dans le Prix de l'Arc de Triomphe d'Akiyda, qu'elle venait pourtant de devancer dans le Vermeille, elle achève une année toute en relief par une belle deuxième place dans la Japan Cup.

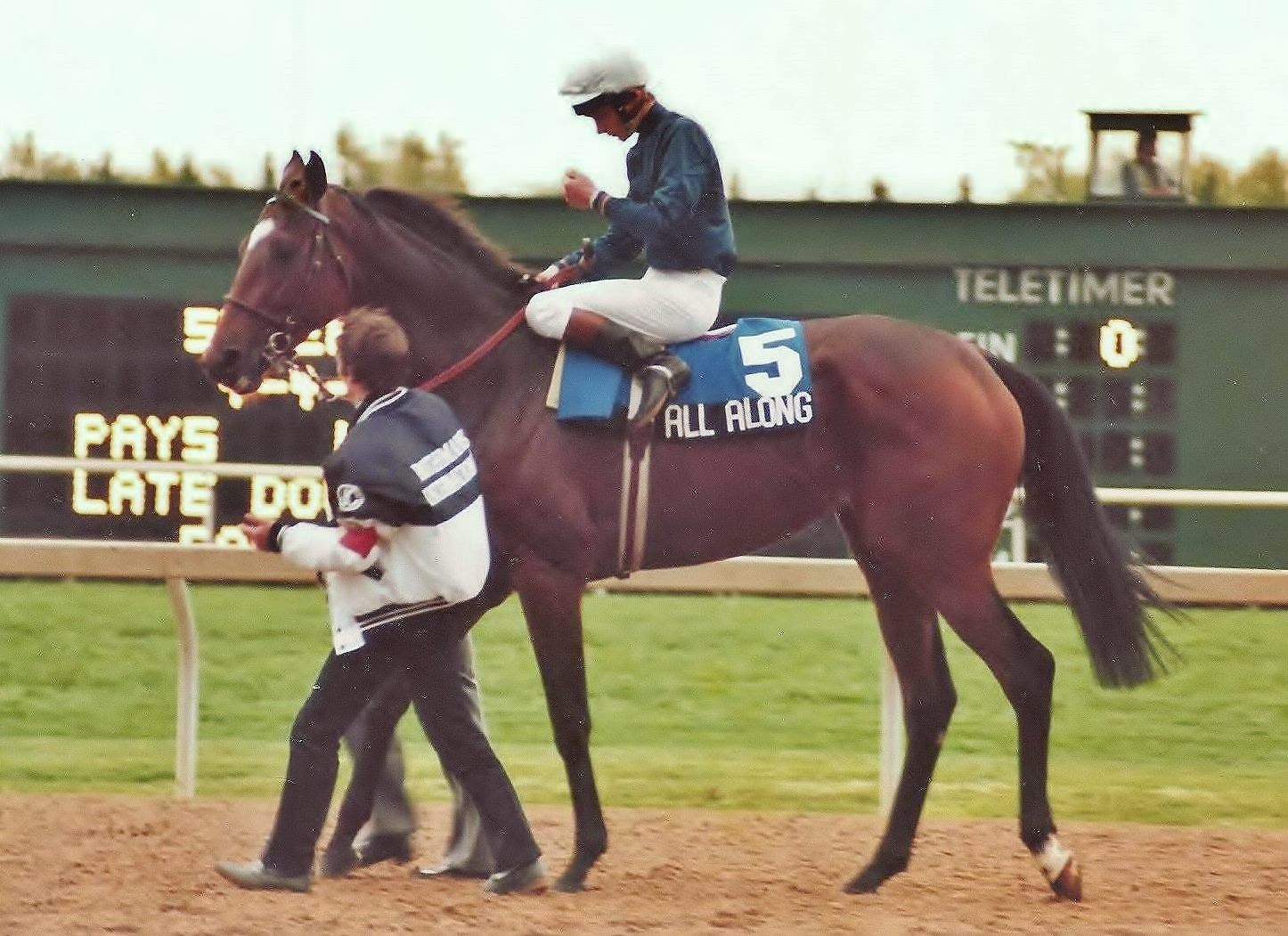
All Along au départ du Rothmans International 1983

La première partie de sa saison de 4 ans est assez ordinaire, mais All Along se métamorphose une fois l'automne venu. Est-ce la main de son nouveau jockey, Walter Swinburn, 22 ans, son septième partenaire en treize sorties, qui succède pourtant à quelques-unes des plus fines cravaches du continent ? Ces deux-là, qui ne se quitteront plus désormais, se sont rencontrés par défaut car Lester Piggott, qui devait monter la jument dans l'Arc, a fait faux bond cinq jours avant la course, cédant à une belle proposition financière du Cheikh Mohammed pour monter Awaasif, au grand dam de Daniel Wildenstein qui jura de ne plus jamais faire appel à ses services. Le choix s'est porté sur Swinburn après que plusieurs jockeys, pris par leurs engagements, ont décliné. Toujours est-il que lui et All Along s'entendent à merveille et créent la surprise en décrochant le graal dans le Prix de l'Arc de Triomphe. Deux semaines après son sacre parisien, All Along est déjà de retour en piste, de l'autre côté de l'Atlantique, à Toronto, où elle s'impose brillamment dans le Rothmans International. Et enchaîne, encore deux semaines plus tard, par une victoire étourdissante dans les Joe Hirsch Turf Classic Stakes de l'Aqueduct Racetrack de Jamaica (New York), où elle écrase la concurrence de près de 9 longueurs. Et ce n'est pas fini, quinze jours passent et on la retrouve dans le Washington, D.C. International à Laurel Park (Maryland) pour un nouveau triomphe sans opposition. Un Arc et trois victoires consécutives contre les meilleurs chevaux américains, le tout en seulement 41 jours, c'est un exploit retentissant, inédit : All Along est le premier cheval à gagner de suite les trois courses prestigieuses nord-américaines, rapportant un million de dollars à son propriétaire. Son miraculeux automne lui vaut d'être le tout premier pur-sang basé à l'étranger à être élu cheval de l'année, en 1983. Elle reçut le titre équivalent en France.
En 1984, All Along ne reprend la compétition qu'à l'automne, ne pouvant conserver son titre dans les Joe Hirsch Turf Classic Stakes, remporté par le champion John Henry. Une singulière préparation à l'Arc, dans lequel elle obtient tout de même une belle troisième place derrière un autre Wildenstein, Sagace. Cet automne-là sera moins inoubliable que le précédent et se conclut par un accessit d'honneur dans la première édition de la Breeders' Cup Turf, derrière l'Aga Khan Lashkari. Mais son grand chelem de 1983 ne sera pas oublié : dans le classement des 100 meilleurs chevaux de sport hippique américain du XXe siècle établi par le magazine Blood-Horse, All Along occupe le 68e rang et gagne son billet pour le Hall of Fame des courses américaines où elle est admise en 1990. Elle est également admise au Hall of Fame des courses françaises en 2025.

Casaque de Daniel Wildenstein

### Résumé de carrière
| Date         | Hippodrome     | Pays        | Course                         | Statut      | Distance    | Jockey          | Place       | Écart       | Vainqueur ou deuxième |
| 1981, 2 ans  | 1981, 2 ans    | 1981, 2 ans | 1981, 2 ans                    | 1981, 2 ans | 1981, 2 ans | 1981, 2 ans     | 1981, 2 ans | 1981, 2 ans | 1981, 2 ans           |
| ------------ | -------------- | ----------- | ------------------------------ | ----------- | ----------- | --------------- | ----------- | ----------- | --------------------- |
| 10 novembre  | Amiens         | France      | Prix d'Hornoy                  | maiden      | 1 650 m     | S. Vache        | 1er / 12    | dead heat   | Tarbelissima          |
| 1982, 3 ans  |                |             |                                |             |             |                 |             |             |                       |
| 27 février   | Saint-Cloud    | France      | Prix Mirska                    |             | 2 000 m     | S. Gorli        | 1er / 13    | 4           | Zalataia              |
| 27 mars      | Saint-Cloud    | France      | Prix Pénélope                  | Gr. 3       | 2 100 m     | S. Gorli        | 1er / 11    | 4           | Paradise              |
| 6 juillet    | Longchamp      | France      | Prix Saint-Alary               | Gr. 1       | 2 000 m     | S. Gorli        | 2e / 8      | 4           | Harbour               |
| 5 juin       | Epsom          | Royaume-Uni | Oaks                           | Gr. 1       | 2 400 m     | Y. Saint-Martin | 6e / 13     | 5 ¾         | Time Charter          |
| 13 juin      | Chantilly      | France      | Prix de Diane                  | Gr. 1       | 2 100 m     | S. Gorli        | 5e / 14     | 5 ¾         | Harbour               |
| 14 juillet   | Saint-Cloud    | France      | Prix Maurice de Nieuil         | Gr. 2       | 2 500 m     | S. Gorli        | 1er / 12    | 1/2         | No Attention          |
| 12 septembre | Longchamp      | France      | Prix Vermeille                 | Gr. 1       | 2 400 m     | G. Starkey      | 1er / 13    | 1 ½         | Akiyda                |
| 3 octobre    | Longchamp      | France      | Prix de l'Arc de Triomphe      | Gr. 1       | 2 400 m     | G. Starkey      | 17e / 17    | 21          | Akiyda                |
| 28 novembre  | Tokyo          | Japon       | Japan Cup                      | Gr. 1       | 2 400 m     | G. Moore        | 2e / 15     | enc.        | Half Iced             |
| 1983, 4 ans  |                |             |                                |             |             |                 |             |             |                       |
| 12 juin      | Chantilly      | France      | La Coupe                       | Gr. 3       | 2 400 m     | G. Starkey      | 3e / 8      | 2 ¾         | Zalataia              |
| 3 juillet    | Saint-Cloud    | France      | Grand Prix de Saint-Cloud      | Gr. 1       | 2 500 m     | G. Starkey      | 7e / 9      | 7 ¾         | Diamond Shoal         |
| 11 septembre | Longchamp      | France      | Prix Foy                       | Gr. 2       | 2 500 m     | F. Head         | 3e / 9      | 3/4         | Time Charter          |
| 2 octobre    | Longchamp      | France      | Prix de l'Arc de Triomphe      | Gr. 1       | 2 400 m     | W. Swinburn     | 1er / 26    | 1           | Sun Princess          |
| 16 octobre   | Woodbine       | Canada      | Rothmans International         | Gr. 1       | 2 600 m     | W. Swinburn     | 1er / 11    | 2           | Thunder Puddles       |
| 29 octobre   | Aqueduct       | États-Unis  | Joe Hirsch Turf Classic Stakes | Gr. 1       | 2 400 m     | W. Swinburn     | 1er / 8     | 8 ¾         | Thunder Puddles       |
| 12 novembre  | Laurel Park    | États-Unis  | Washington D.C. International  | Gr. 1       | 2 400 m     | W. Swinburn     | 1er / 10    | 3 ¼         | Welsh Term            |
| 1984, 5 ans  |                |             |                                |             |             |                 |             |             |                       |
| 22 septembre | Belmont Park   | États-Unis  | Joe Hirsch Turf Classic Stakes | Gr. 1       | 2 400 m     | W. Swinburn     | 4e / 6      | 4 ¼         | John Henry            |
| 7 octobre    | Longchamp      | France      | Prix de l'Arc de Triomphe      | Gr. 1       | 2 400 m     | W. Swinburn     | 3e / 22     | 8           | Sagace                |
| 21 octobre   | Woodbine       | Canada      | Rothmans International         | Gr. 1       | 2 600 m     | W. Swinburn     | 4e / 9      | 2 ¼         | Majesty's Prince      |
| 10 novembre  | Hollywood Park | États-Unis  | Breeders' Cup Turf             | Gr. 1       | 2 400 m     | W. Swinburn     | 2e / 11     | enc.        | Lashkari              |

## Au haras
Retirée comme poulinière à la Three Chimneys Farm, à Midway dans le Kentucky, All Along réussit sa reconversion en poulinière, traçant une lignée intéressante. Elle est la mère de : 
- Along All (Mill Reef) : Prix Greffulhe, 2e Grand Critérium.
- Arnaqueur (Miswaki) : 2e Prix d'Hédouville (Gr.3), 3e Prix La Rochette (Gr.3).
- All Dancing (Dancing Brave), mère de :
  - Asolo (Surumu) : 3e Prix Royal-Oak.
- American Adventure (Miswaki), mère de :
  - Along Again (Elusive City) : 3e Princess Margaret Stakes (Gr.3).
  - Adventure Seeker (Bering) : 2e Prix Cléopâtre (Gr.3). Mère de :
    - Andrea Mantegna (Giant’s Causeway) : 2e Hobart Cup (Gr.3)
    - Little Big Bear (No Nay Never) : Phoenix Stakes, Sandy Lane Stakes (Gr.2), Anglesey Stakes (Gr.3), 2e Commonwealth Cup.

## Origines
Les origines de All Along sont quelque peu atypiques. Son père, Targowice, courut honorablement (deux groupes trois à son actif), mais sans se prévaloir de grands succès. Il donna tout de même Ukraine Girl (Poule d'Essai des Pouliches) avant d'être exporté au Japon, où il connut une réussite relative.

Agujita, quant à elle, fut lauréate du prix de Royaumont (Gr.3). L'une de ses filles donna Art Français, 3e d'une Poule d'Essai des Poulains et d'un prix Jean Prat. 

### Pedigree
| Origines de All Along (USA), jument baie née en 1979 | Origines de All Along (USA), jument baie née en 1979 | Origines de All Along (USA), jument baie née en 1979 | Origines de All Along (USA), jument baie née en 1979 |
| ---------------------------------------------------- | ---------------------------------------------------- | ---------------------------------------------------- | ---------------------------------------------------- |
| Père Targowice                                       | Round Table                                          | Princequillo                                         | Prince Rose                                          |
| Père Targowice                                       | Round Table                                          | Princequillo                                         | Cosquilla                                            |
| Père Targowice                                       | Round Table                                          | Knights Daughter                                     | Sir Cosmo                                            |
| Père Targowice                                       | Round Table                                          | Knights Daughter                                     | Feola                                                |
| Père Targowice                                       | Matriarch                                            | Bold Ruler                                           | Nasrullah                                            |
| Père Targowice                                       | Matriarch                                            | Bold Ruler                                           | Miss Disco                                           |
| Père Targowice                                       | Matriarch                                            | Lyceum                                               | Bull Lea                                             |
| Père Targowice                                       | Matriarch                                            | Lyceum                                               | Colosseum                                            |
| Mère Agujita                                         | Vieux Manoir                                         | Brantôme                                             | Blandford                                            |
| Mère Agujita                                         | Vieux Manoir                                         | Brantôme                                             | Vitamine                                             |
| Mère Agujita                                         | Vieux Manoir                                         | Vieille Maison                                       | Finglas                                              |
| Mère Agujita                                         | Vieux Manoir                                         | Vieille Maison                                       | Vieille Canaille                                     |
| Mère Agujita                                         | Argosy                                               | Coastal Traffic                                      | Hyperion                                             |
| Mère Agujita                                         | Argosy                                               | Coastal Traffic                                      | Rose of England                                      |
| Mère Agujita                                         | Argosy                                               | Prosodie                                             | Prince Rose                                          |
| Mère Agujita                                         | Argosy                                               | Prosodie                                             | Protein (famille 1-d)                                |